# Shadow ban
Shadow ban (letteralmente «divieto ombra», chiamato anche shadow banning, stealth ban, ghost ban o comment ghosting) è una locuzione proveniente dalla lingua inglese, impiegata per riferirsi a un'azione di moderazione che consente di nascondere un determinato utente da una comunità online, oppure di rendere invisibili i contenuti da lui pubblicati ad altri utenti.
Si differenzia dal ban propriamente detto, in quanto l'account o il profilo dell'utente interessato non viene bandito e/o eliminato dalla piattaforma e i suoi contenuti non vengono cancellati, ma resi non fruibili dagli altri utenti o da una parte di essi, oppure non visualizzati nelle funzioni di ricerca e/o dai feed delle notizie in evidenza (ovvero i cosiddetti trending topics). Inoltre, a differenza del ban vero e proprio, all'utente interessato non viene solitamente notificata l'azione intrapresa nei suoi confronti. Ne consegue che l'utente in questione ne rimane completamente all'oscuro e continua a comportarsi normalmente.
Sebbene esempi di pratiche simili siano individuabili già a partire dagli anni '70 e '80, lo shadow ban è entrato nel dibattito pubblico nel secondo decennio del XXI secolo, con il diffondersi di Internet e dei social network.
Ad oggi raramente i fornitori di servizi sospettati di adoperare questa pratica ne ammettono apertamente il loro utilizzo, pertanto è molto difficile appellare queste decisioni quando ci si rende conto di esserne vittima. Lo shadow ban è inoltre al centro di alcune teorie del complotto, secondo le quali chi diffonda in rete alcuni contenuti ritenuti scomodi venga spesso oscurato dai social media o dai motori di ricerca. 

## Esempi

### WeChat
Nel 2016 fu reso noto che la piattaforma WeChat era solita eliminare alcuni post contenenti determinate parole chiave, per gli utenti residenti in Cina.

### Twitter
L'utilizzo di questa pratica da parte di Twitter è stato al centro di un'inchiesta di Vice News.
Nel 2018 il presidente statunitense Donald Trump ha accusato Twitter di aver bannato importanti esponenti del partito repubblicano, denunciando la pratica come discriminatoria. Il CEO di Twitter, pur ammettendo indirettamente la realtà dell'accaduto, ha motivato il tutto come causato da un inconveniente tecnico.

### Instagram
È stato ipotizzato che gli algoritmi di Instagram, social network dedicato alla condivisione di immagini, al fine di limitare lo spam, tendano ad oscurare gli utenti che facciano uso eccessivo di hashtag o di altri contenuti. Il risultato sarebbe che alcuni post risultino invisibili nella ricerca generale e/o per hashtag, ma visualizzati soltanto dai follower dell'utente. Lo shadow ban, quindi, andrebbe a colpire non solo account falsi e spammers, ma anche utenti comuni.
L'azienda ha successivamente rivelato, nel giugno 2018, i parametri utilizzati per la gerarchia dei contenuti (post, video o storie). Con l'occasione Instagram ha smentito voci sull'utilizzo dello shadow banning, dichiarando che gli account vengono oscurati soltanto in caso di infrazione dei termini di servizio, senza penalizzare quindi l'eccessivo uso di hashtag e la frequenza eccessiva dei post. Esistono anche dei tools che permettono di analizzare il profilo alla ricerca di segni di shadowban.